# Děčín I-Děčín
Děčín I-Děčín je evidenční část města Děčín v okrese Děčín v Ústeckém kraji. V roce 2011 zde žilo 4 959 obyvatel a nacházelo se v ní 367 domů.

## Galerie

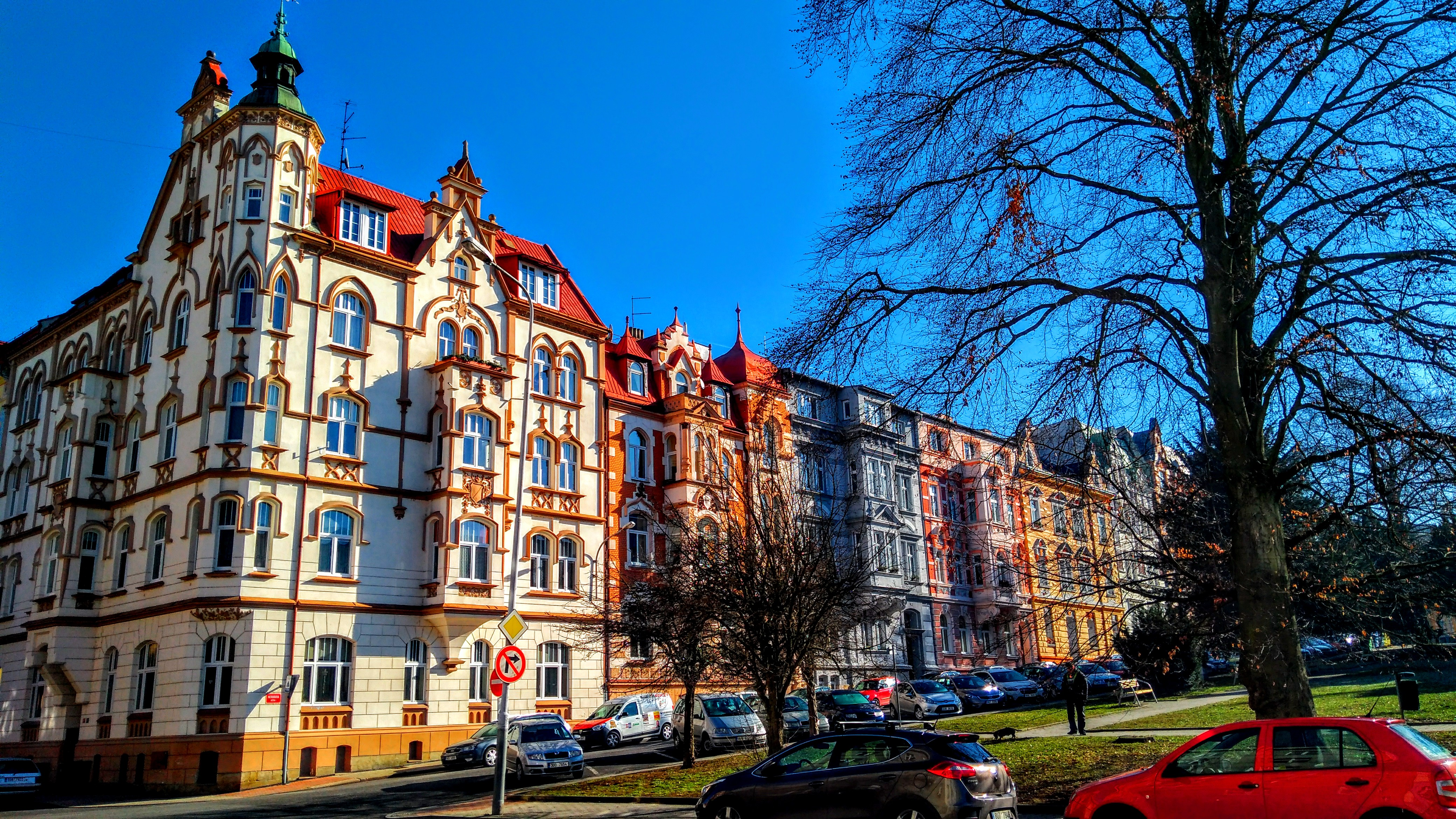
Roh ulic Nerudova a 28. října
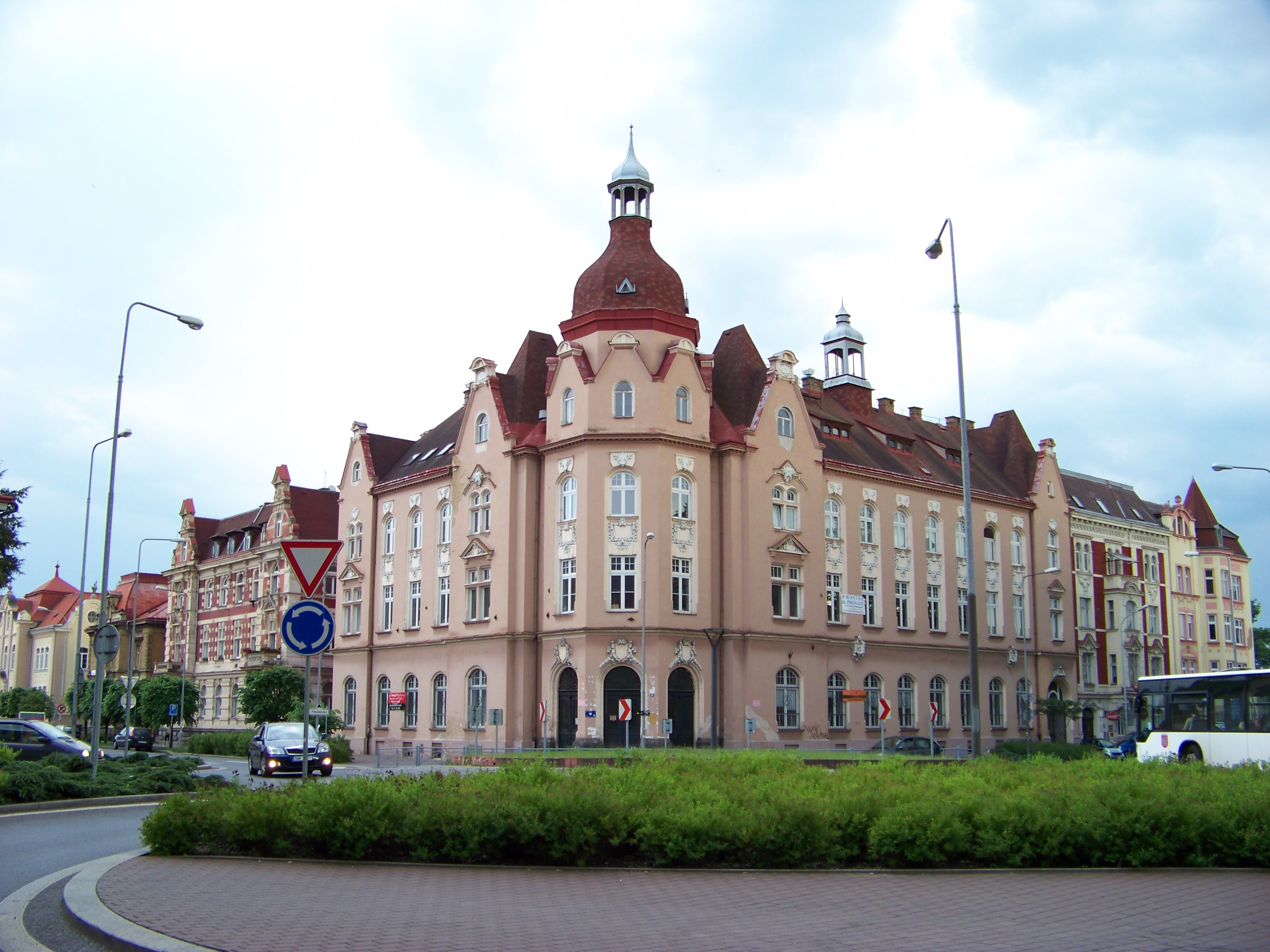
Náměstí Svobody
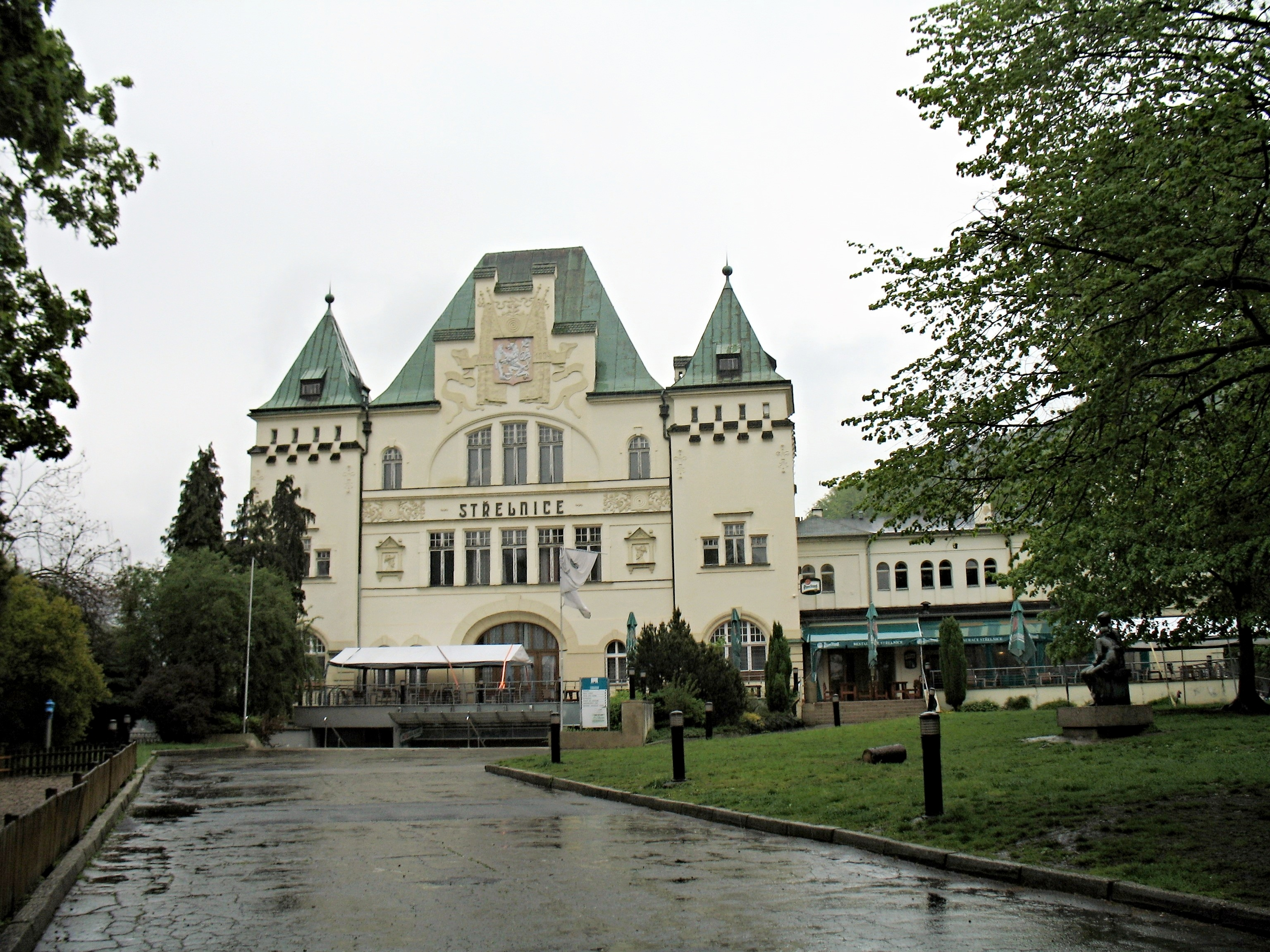
Společenský dům a restaurace Střelnice
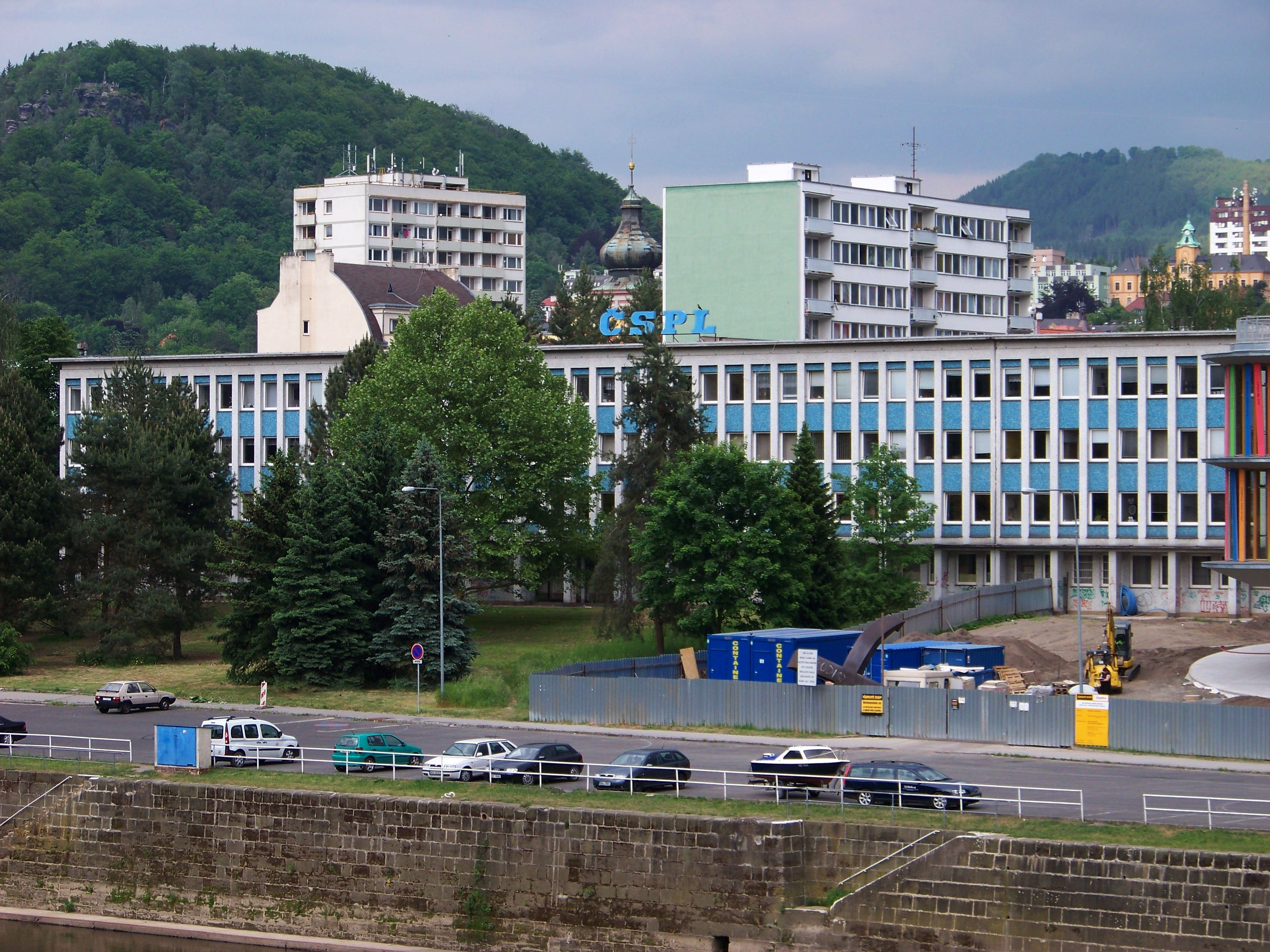
Budova ČSPL u Tyršova mostu